# Neosilurus
Neosilurus (Неосілурус) — рід риб родини вугрехвості соми ряду сомоподібні. Має 11 видів. Часто тримаються в акваріумах.

## Опис
Загальна довжина представників цього роду коливається від 9 до 47 см. Голова маленька. Очі помірного розміру, дещо опуклі. Є 4 пари коротких вусів. Тулуб вугреподібний, масивний і широкий. Спинний плавець вузький, з 1 гострим шипом. Грудні та черевні плавці маленькі. Жировий, хвостовий та анальний плавці поєднані в один низький плавець.
Забарвлення сірувате, блідо-коричневе або чорне. Черево кремове.

## Спосіб життя
Зустрічаються в прісних водоймах. Населяють різні біотопи. Більшість видів мешкає в прозорих річках зі швидкою течією та кам'янистим ґрунтом, але є й види, які зустрічаються в озерах і, навіть, в болотах, затоплених лагунах та заплавах. Один вид уподобав артезіанські води. Живляться донними безхребетними (молюсками, ракоподібними, хробаками), комахами та рибою.
Статева зрілість настає за розміру 11-12 см. Нерест річкових видів припадає на період підйому води або сезон дощів. У цей час соми мігрують у верхів'я річок.

## Розповсюдження
Мешкають у водоймах Австралії, Нової Зеландії та Нової Гвінеї.

## Види
- Neosilurus ater
- Neosilurus brevidorsalis
- Neosilurus coatesi
- Neosilurus equinus
- Neosilurus gjellerupi
- Neosilurus gloveri
- Neosilurus hyrtlii
- Neosilurus idenburgi
- Neosilurus mollespiculum
- Neosilurus novaeguineae
- Neosilurus pseudospinosus